# شورای دین و همجنس‌گرایی
شورای دین و همجنسگرایی سازمانی مستقر در سانفرانسیسکو بود که در سال ۱۹۶۴ با هدف پیوستن به فعالان همجنسگرایان و رهبران مذهبی تأسیس شد 

## تشکیل
شورای دین و همجنسگرایی(CRH) در سال ۱۹۶۴ توسط کلیسای یادبود گلاید و همچنین دختران بیلیتیس و دل مارتین و فیلیس لیون تشکیل شد. این نمایندگان، نمایندگان فرقه‌های متدیسم، اسقف، لوتریانیسم و کلیسای متحد مسیح را شامل می‌شدند.
در اوایل دهه ۱۹۶۰، با سرعت بخشیدن به تغییرات اجتماعی در ایالات متحده، روحانیون مترقی به‌طور فزاینده ای برای خدمت به افراد حاشیه نشین به خیابان‌ها می‌آمدند. کشیش تد مک ایلنا، که برای مرکز Glide Urban، یک بنیاد خصوصی متدیست در مرکز شهر سانفرانسیسکو، کار می‌کرد، شاهد ظلم و خشونت علیه همجنسگرایان بود و برای بهبود اوضاع به دنبال گفتگو بین روحانیون و همجنس گرایان بود.
با حمایت کلیسای متدیست، مک ایلوانا کنفرانسی در میل ولی، کالیفرنیا از ۳۱ مه تا ۲ ژوئن ۱۹۶۴ تشکیل داد و در آن شانزده روحانی متدیست، پروتستان، کلیسای متحد مسیح و لوترین با سیزده رهبر جامعه همجنسگرایان دیدار کردند.
پس از جلسه اولیه، شرکت کنندگان برنامه‌هایی را برای سازمانی جدید که جوامع مذهبی را دربارهٔ مسائل همجنسگرایان آموزش بدهد و دعوات از رهبران مذهبی که از مشکلات همجنسگرایان دفاع کنند، آغاز کردند. در ژوئیه ۱۹۶۴، شرکت کنندگان به همراه چند روحانی و فعال همجنسگرای دیگر دیدار کردند و «شورای دین و همجنسگرایی»(CRH) را تشکیل دادند که در دسامبر همان سال ثبت شد. این شورا اولین گروهی در ایالات متحده بود که از کلمه «همجنسگرا» در نام خود استفاده کرد.

## فعالیت‌ها

### ۱۹۶۵ جمع‌آوری کمک مالی
در آستانه ۱ ژانویه ۱۹۶۵، چندین سازمان همجنسگرایان در سانفرانسیسکو، کالیفرنیا، از جمله CRH، دختران بیلیتیس، انجمن حقوق فردی و انجمن ماتاچین - یک مراسم جمع‌آوری کمک‌های مالی در خیابان پولک برگزار کردند. پلیس سان فرانسیسکو توافق کرده بود که در این امر دخالت نکند. با این حال، در عصر مراسم، پلیس به زور حاضر شد و سالن را محاصره کرد و چراغهای زیادی را بر روی ورودی سالن متمرکز کرد. با نزدیک شدن هر یک از ۶۰۰ نفری که به مراسم می‌آمدند، پلیس از آن‌ها عکس می‌گرفت. همچنین ون‌های پلیس در نزدیک ورودی مراسم قرار گرفته بودند. ایواندر اسمیت، یک وکیل (همجنسگرا) برای گروه‌های سازمان دهنده مراسم از جمله CRH، و هرب دونالدسون، وکیل همجنسگرا، سعی کردند پلیس را از انجام چهارمین «بازرسی» در عصر بازدارند. هر دو به همراه دو وکیل دگرجنس گرا - الیوت لیتون و نانسی می - که از حقوق شرکت کنندگان برای جمع شدن در مراسم حمایت می‌کردند، دستگیر شدند. با این حال بیست و پنج نفر از برجسته‌ترین وکلا در سانفرانسیسکو به تیم دفاعی این چهار وکیل پیوستند و با درخواست آن‌ها، قاضی هیئت منصفه را راهنمایی کرد تا این چهار نفر را قبل از اینکه دفاعیاتشان شنیده شود و بحث بر روی این پرونده آغاز شود، بی گناه معرفی کند. این رویداد توسط برخی از مورخان «استون وال سان فرانسیسکو» نام گذاری شده‌است. مشارکت چنین وکلای برجسته ای در دفاع از اسمیت، دونالدسون و دو وکیل دیگر نقطه عطفی در حقوق همجنسگرایان در ساحل غربی ایالات متحده بود.

### شب نامزدی
در سال ۱۹۶۵، شورا مراسمی را برگزار کرد که در آن می‌شد از سیاستمداران محلی در مورد مشکلات مربوط به گی‌ها و لزبین‌ها، از جمله تهدیدهای پلیس، سؤال کرد. این رویداد نشان دهنده اولین نمونه شناخته شده «رای همجنسگرایان» بود.
فعال لزبین باربارا گیتینگینگ دربارهٔ این مراسم بیان کرد: «این قابل توجه بود. این کاری بود که مردم [همجنسگرا] در سانفرانسیسکو با انجام آن بسیار جلوتر از بقیه کشور بودند.»